# Лукичёвка
Лукичёвка — посёлок в Верхнехавском районе Воронежской области.
Входит в состав Малоприваловского сельского поселения.

## География

### Улицы
- ул. Космонавтов.

## Население
| 2000 | 2005 | 2010 |
| ---- | ---- | ---- |
| 9    | ↘8   | ↘1   |